# Pelidnota jalapensis
Pelidnota jalapensis är en skalbaggsart som beskrevs av Bates 1888. Pelidnota jalapensis ingår i släktet Pelidnota och familjen Rutelidae. Inga underarter finns listade i Catalogue of Life.